# Міхаель Гуттерер
Міхаель Гуттерер (нім. Michael Hutterer; 17 листопада 1891, Мюнхен — 21 липня 1964, Тутцинг) — німецький льотчик-ас, віцефельдфебель Баварської армії (28 червня 1916).

## Біографія
До Першої світової війни працював механіком. 4 серпня 1914 року записався в 2-гу кулеметну роту, а згодом служив у 2-му полку польової артилерії. 25 вересня 1916 року його підвищили до унтерофіцера. 2 листопада 1916 року вступив у 5-й запасний льотний дивізіон у Герстгофені, де пройшов навчання. Закінчивши винищувальну підготовку в 1-й винищувальній школі, 23 травня 1918 року був зарахований в 23-тю винищувальну ескадрилью і став найрезультативнішим льотчиком цієї ескадрильї. Всього за час бойових дій здобув 8 перемог, ще одна залишилась непідтвердженою.

## Нагороди
- Хрест «За військові заслуги» (Баварія)
  - 3-го класу (24 квітня 1916)
  - 2-го класу з мечами — нагороджений незабаром після війни.
- Залізний хрест
  - 2-го класу (20 грудня 1916)
  - 1-го класу (10 липня 1917)
- Нагрудний знак військового пілота (Баварія) (23 липня 1917)